# Erysimum gomez-campoi
Erysimum gomez-campoi Polatschek, es una especie de planta herbácea de la familia de las brasicáceas. 

## Distribución geográfica
Es endémica de la región del Mediterráneo occidental. En España en Alicante, Castellón, Lérida, Tarragona y Valencia. 

## Hábitat
Se desarrolla en matorrales claros en terrenos pedregosos y secos. 

## Características
Es una hierba vivaz de unos 2-6 dm, con tallos algo lignificados en la cepa y las hojas estrechamente lanceoladas y obtusas. Forma flores amarillas, dispuestas en racimos no muy alargados y cuando fructifica, desarrolla silicuas alargadas, de 1 mm de anchura, que crecen con una inclinación de 30-45 grados respecto al eje de la planta y terminadas en un pico estilar de alrededor de 2 mm.

## Taxonomía
Erysimum gomez-campoi fue descrita por Adolf Polatschek y publicado en Annals of Kirstenbosch Botanic Gardens 82: 336. 1979.
Etimología
Erysimum: nombre genérico que deriva de las palabras griegas: eryomai = "para ayudar o salvar", porque algunas de las especies,  supuestamente, tenían un valor medicinal.
Sinonimia
- Erysimum australe var. ramosum Willk. in Willk. & Lange
- Erysimum grandiflorum subsp. dertosense (O.Bolòs & Vigo) O. Bolòs & Vigo
- Erysimum grandiflorum var. dertosense O. Bolòs & Vigo
- Erysimum nevadense subsp. gomezcampoi (Polatschek) P.W.Ball[3]